# Francisco Aguirre
Francisco Aguirre (1908 - ?) fou un futbolista paraguaià.

## Selecció del Paraguai
Va formar part de l'equip paraguaià a la Copa del Món de 1930.